# 玉山積雪
《玉山積雪》（英語：Accumulated Snow on Jade Mountain）是臺灣畫家陳澄波在1947年2月所完成的油畫作品，該作品內容主要描繪玉山山脈的特殊風貌，原件現屬私人收藏。同時也是陳澄波生前所留下的最後一幅作品。

## 歷史

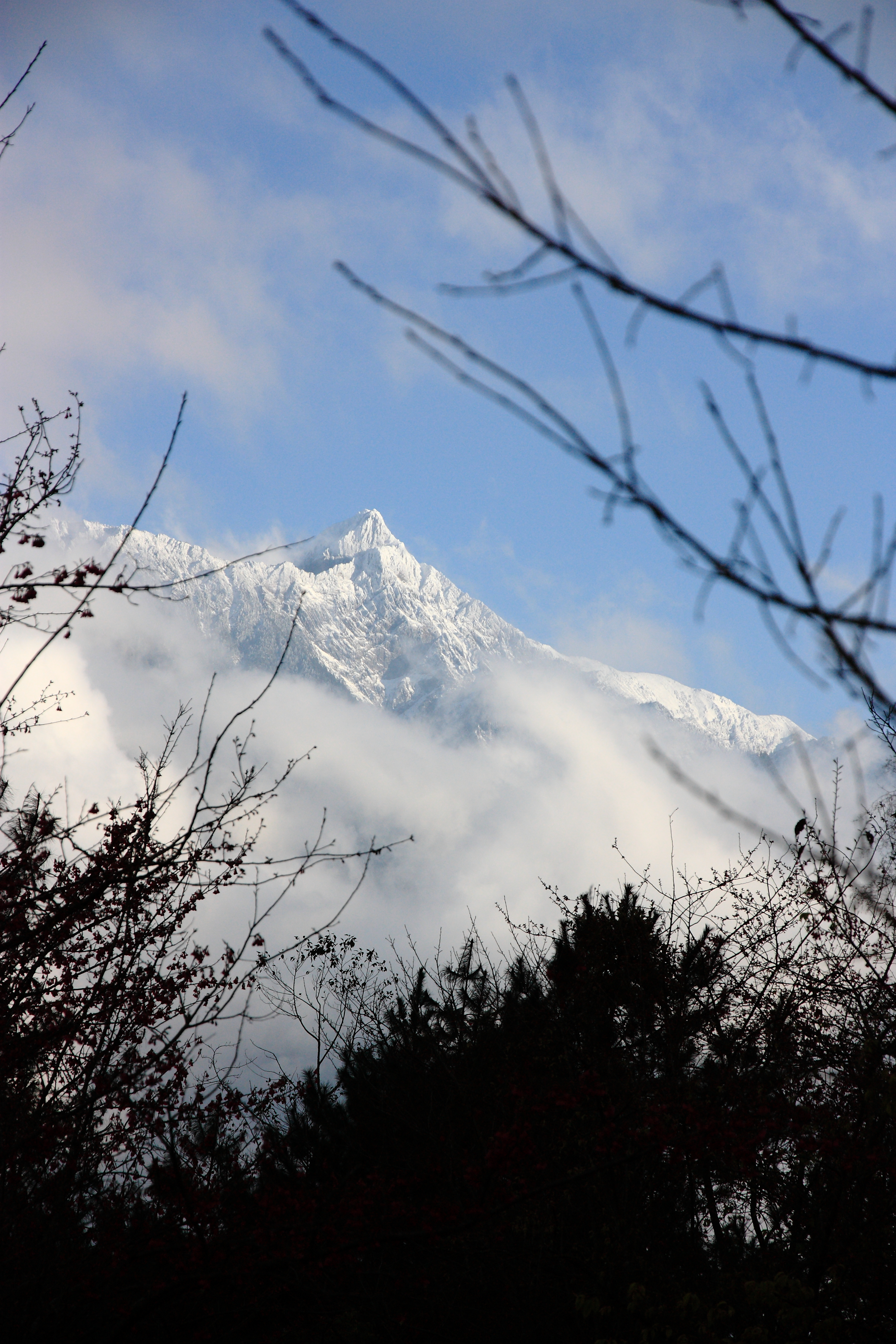
同角度之玉山的積雪景觀

《玉山積雪》作於1947年2月，為陳澄波從嘉義市蘭井街故居處遙望玉山群峰積雪景觀所繪製之作品。在完成畫作後，陳澄波將《玉山積雪》贈予嘉義市參議員柯麟，然而在二二八事件期間，兩人被選為和平使者赴水上機場溝通慰問，反遭被扣押，隨即3月25日被槍殺於嘉義火車站前，陳澄波夫人張捷感於《玉山積雪》作為陳澄波最後遺作理應典藏、遂秘密以另幅畫作向柯麟遺族交換。
1979年，經過約49年後，《玉山積雪》與其他畫作首度於臺北春之藝廊「陳澄波遺作展」公開展出，並在1994年於嘉義市立文化中心舉辦之「陳澄波百年紀念展」展出，由於該畫作現為私人收藏，至今則不定期公開展出。
2014年，中央研究院數位文化中心策劃，由中央研究院臺灣史研究所、嘉義市文化局、與財團法人陳澄波文化基金會合作，將《玉山積雪》加以數位化並整理典藏，重新建置網站。

## 繪畫

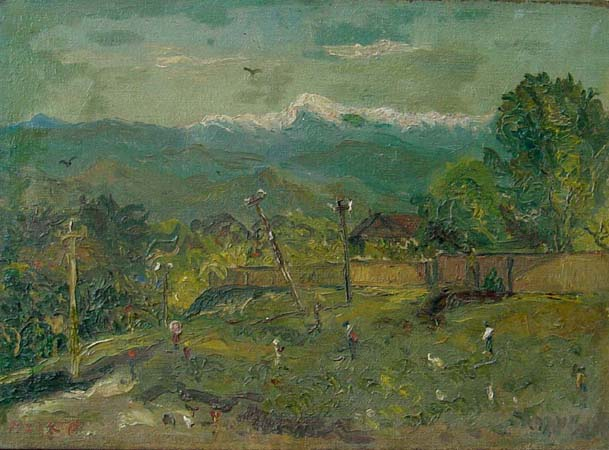
《玉山遠眺》，1927年/ 畫布、油彩。現私人收藏

《玉山積雪》畫面與陳澄波1927年作品《玉山遠眺》構圖相似，然而色調與陳澄波過去的作品相比較為較沈重，筆觸簡勁有力，色彩含蓄多變，完全捨棄敘述性而轉向詩意的凝練。主要表現著玉山山峰積雪未溶、仍保持著冬天的景致，近景的房舍和芭蕉雖已沐浴於淡薄的金色光芒中，但夜色仍籠罩著中景的山峰與天空。

## 外部連結
- 陳澄波 - 尊彩藝術中心 （页面存档备份，存于）
- 財團法人陳澄波文化基金會 （页面存档备份，存于）